# Alwin Petersilie
Alwin Petersilie (* 1. November 1847 in Bremsdorf/Lausitz; † 6. September 1916 in Berlin-Friedenau) war ein deutscher Statistiker.

## Leben und Wirken
Alwin Petersilie studierte zunächst vom Wintersemester 1867/68 bis zum Sommersemester 1868 Evangelische Theologie an der Universität Berlin, anschließend vom Wintersemester 1868/69 bis zum Sommersemester 1870 und im Wintersemester 1871/72 Philosophie an der Universität Breslau, unterbrochen vom Kriegsdienst im Deutsch-Französischen Krieg 1870/71. Von 1872 bis 1873 war er als Hauslehrer tätig. In den Jahren von 1873 bis 1875 absolvierte er eine praktische Ausbildung zum Statistiker am Königlich Preußischen Statistischen Bureau in Berlin. Bis zum Eintritt in den Ruhestand 1912 als Geheimer Regierungsrat war er als Statistiker an dieser Einrichtung tätig. 1884 wurde er zum Regierungsrat ernannt, später erhielt er den Professorentitel. Im Jahre 1885 promovierte er an der Eberhard Karls Universität Tübingen im Fach Staatswissenschaften mit einer Arbeit über das öffentliche Volksschulwesen in Preußen, die er bereits 1882 veröffentlicht hatte.
Außerdem leitete er die Statistische Abteilung der preußischen Zentral-Genossenschafts-Kasse. In seinen Veröffentlichungen zur Statistik Preußens beschäftigte sich Petersilie vor allem mit den dortigen Schulen, insbesondere Volksschulen, außerdem mit den Genossenschaften.

## Veröffentlichungen (Auswahl)
- Die öffentlichen Volksschulen in Preussen (einschließlich Mittelschulen und höhere Mädchenschulen) und die zur Unterhaltung derselben erforderlichen persönlichen und sächlichen Gesammtaufwendungen im Jahre 1878 (= Zeitschrift des Königlich Preussischen Statistischen Bureaus, Ergänzungshefte, Bd. 10). Verlag des Königlich Statistischen Bureaus, Berlin 1882.
- (mit Karl Schneider): Die öffentlichen Volksschulen des preussischen Staates im Jahre 1891. Nebst geschichtlichen und statistischen Rückblicken in die Vergangenheit. Denkschrift. Koebke, Berlin 1893.
- Die preussischen und die deutschen Universitäten. In: Zeitschrift des Königlich Preussischen Statistischen Bureaus, Jg. 1894, S. 175–214.
- Das öffentliche Unterrichtswesen im Deutschen Reiche und in den übrigen europäischen Kulturländern. Zwei Teile (= Lehr- und Handbuch der Staatswissenschaften, Abt. 3, Bd. 3,3). Hirschfeld, Leipzig 1897.
- Mittheilungen zur Genossenschaftsstatistik. In: Zeitschrift des Königlich Preussischen Statistischen Bureaus, Jg. 1901, S. 248–300.
- Das gesamte niedere Schulwesen im preußischen Staate im Jahre 1901 (=  Zeitschrift des Königlich Preussischen Statistischen Bureaus, Ergänzungshefte, Bd. 24). Verlag des Königlich Statistischen Bureaus, Berlin 1902.
- Die Gehaltsverhältnisse der preussischen Volksschullehrer nach dem Lehrerbesoldungsgesetze vom 3.3.1897. Verlag des Königlich Statistischen Bureaus, Berlin 1903.
- Die Entwickelung der eingetragenen Genossenschaften in Preussen während des letzten Jahrzehnts. Preußische Central-Genossenschafts-Kasse, Berlin 1906.
- Statistik der Gärtnerei in Preussen. Nach der Erhebung von 2. Mai 1906 (= Zeitschrift des Preussischen Statistischen Landesamts., Ergänzungshefte, Bd. 35). Berlin 1910.
- Statistik der preussischen Landesuniversitäten für das Studienjahr 1908/09 (= Preußische Statistik, Bd. 223). Berlin 1910.
- Das niedere Schulwesen in Preußen. Verlag des Königlich Statistischen Landesamts, Berlin 1912.